# ساحة الاحتفالات الكبرى
ساحة الاحتفالات الكبرى هي الساحة الرئيسية للاحتفالات العامة في بغداد. ولقد بنيت وتأسست في عام 1986م، وفي عام 1989م تم أضافة نصب قوس النصر لها وذلك للأحتفال بالنصر في الحرب العراقية الإيرانية، في عهد الرئيس العراقي صدام حسين، وكان يقام فيها كل الاستعراضات العسكرية والمناسبات الوطنية.
وتقع الساحة بالقرب من منطقة الحارثية في المنطقة الخضراء المحصنة، وتحتوي على متاحف ونصب تذكارية، ويقع بالقرب منها نصب الجندي المجهول، وتعتبر ساحة الاحتفالات ذات قيمة حضارية كبيرة ويبرز فيها قوس النصر الشهير حيث يعتبر واحدا من أجمل النصب في العالم، ويمثل حقبة من تاريخ العراق، ولقد بني النصب بإشراف النحاتين العراقيين محمد غني حكمت وخالد الرحال، وتم ترميم النصب عام 2011م. وقد افتتحت الساحة في 31كانون الأول سبتمبر 2017 .

## ترميم النصب
بعد غزو العراق عام 2003، عانى النصب من الأهمال نتيجة التقادم حتى عام 2011 حيث قامت دائرة أمانة بغداد بأعادة ترميم النصب والبنى التحتية له، وذلك استعداداً للمناسبات الهامة المرتقبة ومنها مؤتمر القمة العربية، واعلان بغداد عاصمة للثقافة العربية.

## وصلات خارجية
- ساحة الأحتفالات الكبرى على موقع ويكيمابيا
- ساحة الأحتفالات الكبرى على مدونة بغداد78